# منتخب هونغ كونغ لهوكي الجليد
منتخب هونغ كونغ الوطني لهوكي الجليد هو منتخب وطني يمثل هونغ كونغ في منافسات هوكي الجليد الدولية، بدأ منافساته في سنة 1987، نافس في بطولة العالم لهوكي الجليد 5 مرات، كما نافس في الألعاب الآسيوية الشتوية مرتين، نافس في كأس التحدي الآسيوي لهوكي الجليد 6 مرات وفاز بالبطولة وفاز بالبطولة في سنة 2011، يحتل حالياً التصنيف الخامس والأربعين على العالم.